# 유로비전 송 콘테스트 2006

녹색은 참가국, 빨강은 결승전에 올라가지 못한 나라, 노랑은 과거에 참여한 적이 있으나 2007년 콘테스트에 참가하지 않은 나라를 가리킨다.

유로비전 송 콘테스트 2006(Eurovision Song Contest 2006)은 제51회 유로비전 송 콘테스트이다. 2006년 5월 18일 (준결승전), 5월 20일 (결승전) 그리스 아테네 올림픽 인도어 홀(Olympic Indoor Hall)에서 개최되었다. 이 콘테스트의 주최 방송사는 그리스 국영방송(ERT)이다. 가수 미스터 로르디가 쓴 하드 록 할렐루야라는 노래로 말미암아 로르디가 292점으로 우승을 차지했다. (이 기록은 2009년 콘테스트에서 노르웨이의 우승으로 말미암아 387점을 받게 되면서 깨지게 되었다.) 하드 록 할렐루야는 유로비전이 소프트 팝 음악과 슐라거를 연동시킨 뒤로, 이 콘테스트 최초의 하드 록 우승곡이 되었다. 또, 이는 45년을 기다리던 핀란드 최초의 유로비전 우승이다.